# Margaret Atwood
Margaret Eleanor Atwood, kanadska pesnica, pisateljica, literarna kritičarka, esejistka, izumiteljica in okoljevarstvenica; *8. november 1939, Ottawa, Ontario, Kanada.
V svoji karieri je izdala več kot 40 del leposlovja, poezije in esejistike. Znana je po delih Preročišče in Na površje, za roman Slepi morilec je leta 2000 prejela nagrado booker. Njeno najbolj znano delo pa je roman Deklina zgodba, ki je izšel leta 1985. Gre za distopični roman, v katerem je zgodba postavljena v začetek 21. stoletja, ko skrajne organizacije prevzamejo oblast v ZDA. Roman uprizarja totalitarno, v imenu višjih idej do kraja razčlovečeno družbo, v kateri je del žensk namenjen izključno razplodu, naloga drugih pa je, da jih vzgajajo in nadzorujejo. Sama svoje pisanje imenuje spekulativna fikcija. Roman je doživel tudi ekranizacijo. Pisateljica je zanj leta 2017 prejela književno nagrado Franza Kafke.